# Picabo Streetová
Picabo Streetová (* 3. dubna 1971 Triumph, Idaho, Spojené státy americké) je americká lyžařka a olympijská vítězka.

## Životopis
Na olympijských hrách v roce 1994 konaných v norském Lillehammeru získala stříbrnou medaili ve sjezdu. O dva roky později triumfovala ve stejné disciplíně na mistrovství světa v americké Sierra Nevadě. Následující rok ovšem (14 měsíců před olympijskými hrami 1998) utrpěla ve Švýcarsku pád, při němž si zlomila stehenní kost na pravé noze a poranila si i kolenní vazy. Ze zranění se dokázala uzdravit a na olympiádě, která se v roce 1998 konala v japonském Naganu, závodila. V disciplíně Super–G získala zlatou medaili za první místo.
Závodnickou kariéru zakončila po olympijských hrách konaných v roce 2002 v americkém Salt Lake City. V roce 2010 se měl v Argentině natáčet její životopisný film. O čtyři roky později (2014) působila jako komentátorka televizní stanice Fox. Za svůj vzor ji pokládá pozdější americká lyžařka Lindsey Vonnová.